# Boris Kollár
Boris Kollár (ur. 14 sierpnia 1965 w Bratysławie) – słowacki przedsiębiorca i polityk, założyciel ugrupowania Jesteśmy Rodziną, poseł do Rady Narodowej, a w latach 2020–2023 jej przewodniczący.

## Życiorys
Własną działalność gospodarczą zaczął prowadzić jeszcze w czasach komunistycznych pod koniec lat 80. W latach 90. inwestował w branżę turystyczną, stając się właścicielem hoteli i wyciągów narciarskich. W 1999 został także właścicielem stacji radiowej Fun rádio. Studiował później zarządzanie środowiskiem na prywatnej uczelni SEVŠ w Skalicy.
Pod koniec 2015 na bazie zarejestrowanej w 2011 niewielkiej formacji pod nazwą Nasz Kraj założył partię Jesteśmy Rodziną, w której objął funkcję przewodniczącego. Zyskał w tym samym czasie rozgłos medialny, ujawniając fakt posiadania dziewięciorga dzieci z ośmioma różnymi kobietami. Jego ugrupowanie, określane jako antyestablishmentowe, wystartowało w wyborach parlamentarnych w 2016, otrzymując 6,6% głosów. Boris Kollár uzyskał jeden z przypadających swojej partii mandatów poselskich w Radzie Narodowej. W 2020 z powodzeniem ubiegał się o poselską reelekcję. 20 marca tegoż roku został wybrany na przewodniczącego słowackiego parlamentu. Funkcję tę pełnił do końca kadencji w 2023, jego ugrupowanie w tymże roku znalazło się poza parlamentem.

## Życie prywatne
Ma dwanaścioro dzieci (pięć córek i siedmiu synów) z dziesięcioma różnymi partnerkami.